# Стефанія Піроцці
Стефанія Піроцці (італ. Stefania Pirozzi, 16 грудня 1993) — італійська плавчиня.
Учасниця Олімпійських Ігор 2012, 2016 років.
Чемпіонка Європи з водних видів спорту 2014 року, призерка 2020 року.
Призерка Чемпіонату Європи з плавання на короткій воді 2012 року.